# Tortura en España

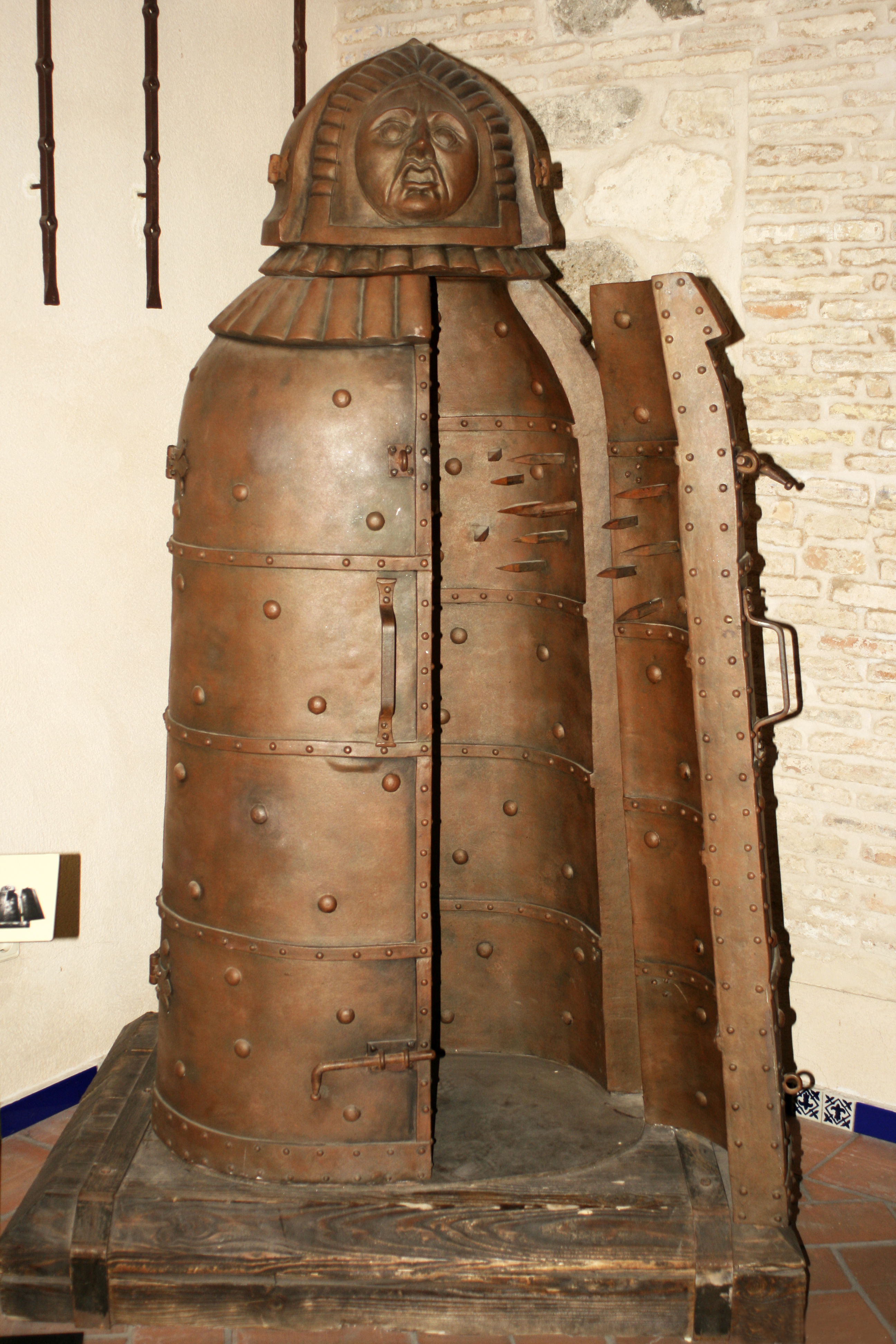
Instrumento de tortura del (Museo de la Tortura de Toledo) conocido en la Corona de Castilla como el sueño italiano, aunque es más habitual el nombre de doncella de hierro. Los gruesos clavos evitaban los puntos mortales para alargar el padecimiento de la víctima

La historia de la tortura en España se divide en dos grandes periodos. El primero, el de la tortura judicial, está caracterizado por el uso legal de la tortura en el proceso penal para determinar la culpabilidad del acusado, convertida así, según el historiador del derecho Francisco Tomás y Valiente, en la "prueba reina" del mismo. Este primer período comienza hacia el siglo XIII, durante la Plena Edad Media, y concluye a principios del siglo XIX cuando la tortura es abolida en España por la Constitución de Bayona (1808) para la España "afrancesada" y por la Constitución de 1812 para la España "patriota". Se inicia entonces el segundo gran periodo de la historia de la tortura en España que llega hasta nuestros días, en el que su uso está penado por la ley, pero se sigue utilizando en ocasiones cuando se procede a la detención e interrogatorio de los detenidos, especialmente si se trata de "delitos políticos", por lo que se llama tortura extrajudicial.

## La tortura judicial: siglos XIII-XIX

### La tortura judicial y la ordalía
En el derecho romano la tortura se admitía como método de prueba. Aparece regulada principalmente en el Digesto, 48, 18 (De quaestionibus), en el Código de Justiniano, 9, 41 (De quaestionibus) y en las Sentencias de Paulo, V, 14 (De quaestionibus habendis), V, 15 (De testibus) y V,16 (De servorum quaestionibus). También aparece en diversas constituciones imperiales, recogidas en el Código Teodosiano. El Breviario de Alarico y el Liber Iudiciorum visigodos recogen estas disposiciones tomadas del Código Teodosiano. Sin embargo, en la Alta Edad Media no se recurrió a la tortura sino a la ordalía para determinar la veracidad o falsedad de una acusación y la culpabilidad o inocencia de una persona (lo que Tomás y Valiente llama "bilateralidad probatoria").
La tortura fue sustituyendo a la ordalía en el Occidente medieval a partir de la recepción del derecho romano que se produjo durante la llamada revolución del siglo XII. La Iglesia fue la primera en introducir su uso durante los papados de Alejandro III (1159-1181) e Inocencio III (1198-1216), aunque su regulación definitiva no se produjo hasta la bula Ad extirpanda promulgada en 1252 por el papa Inocencio IV. En el derecho común fueron las comunas italianas las que empezaron a utilizar y a regular la tortura como medio de prueba en el proceso penal (el mos italicus) y luego se extendió por las diferentes monarquías, al mismo tiempo que se difundía el estudio del derecho romano en las Universidades. Entre 1263 y 1286 apareció en Bolonia una obra anónima y sin título que sería conocida como Tractatus de tormentis, el primer estudio sobre la tortura, al que siguieron otros muchos hasta finales del siglo XVI, como la Praxis et theoricae criminalis de Farinaccio (1588).
La tortura introducía una mayor racionalidad que la ordalía respecto del método de prueba pues, como afirma Tomás y Valiente, "parece más cercana a la verdad material la autocondena, esto es, la confesión de culpa, que la condena en virtud de ritos mágicos". La tortura mantenía una analogía evidente con el sacramento de la penitencia pues en ambos casos la imposición del castigo se basaba exclusivamente en la autoinculpación, aunque manteniendo una diferencia fundamental: en la penitencia la confesión es libre y en la tortura es arrancada mediante la coacción. En este sentido la tortura se aproximaba a la ordalía, como ya destacaron los pensadores ilustrados. Beccaria afirmó que la diferencia entre la tortura y la ordalía "es sólo aparente y no real. Hay tan poca libertad ahora para decir la verdad entre espasmos y desgarros, como la había entonces para impedir sin fraude los efectos del fuego y del agua hirviente". Gaetano Filangieri escribió: "Si se considera la tortura como criterio de verdad, se encontrará algo tan falaz, algo tan absurdo, como lo eran los Juicios de Dios".
Tomás y Valiente, tras destacar la irracionalidad de ambos métodos de prueba y que la tortura es tan injusta y puede ser más cruel que la ordalía, afirma que la tortura "como procedimiento para averiguar la verdad, aunque ciertamente falle en muchos casos y pese a que provocará con toda seguridad más confesiones que confesiones veraces, es innegable que resulta más eficaz que cualquier rito mágico ordálico. Sobre todo teniendo en cuenta que su eficacia opera en un doble sentido: como medio para descubrir la verdad, y como instrumento para intimidar al torturado y a quienes se sienten potencialmente en su lugar. Si no fuera eficaz la tortura en su doble efecto inquisitivo e intimidativo… no habría pervivido durante siglos ni habría resurgido en el nuestro [siglo XX]".

### Reino de Aragón
En el Reino de Aragón no existió la tortura, ya que fue prohibida en 1325 por la Declaratio Privilegii generalis aprobada por el rey Jaime II en las Cortes de Aragón reunidas en Zaragoza, con la única excepción del delito de falsificación de moneda siempre que fuera cometido por «personas estranyas del reyno de Aragón, o vagagundos del rengno, que algunos bienes en el regno no ayan, o en hombre de vil condición de vida o de fama, y no en otros algunos». Como destacó el jurista Miguel de Molino en 1513: «Et ista est una de magnibus libertatibus Aragoniae».
La prohibición fue realmente efectiva gracias al derecho que poseían los aragoneses denominado "Manifestación de personas", anterior al habeas corpus del derecho inglés al que se asemeja, y que perseguía, según el jurista del siglo XVIII Juan Francisco La Ripa, l«ibrar a la persona detenida en sus cárceles [en las de los jueces reales] de la opresión que padeciese con tortura o [de] alguna prisión inmoderada». El derecho consistía en que el Justicia de Aragón podía ordenar a un juez o a cualquier otra autoridad que le entregara —«manifestara»— a una persona detenida con el fin de que no se cometiera ninguna violencia contra ella antes de dictarse la sentencia, y solo tras dictarse esta y haberse cerciorado de que la misma no estaba viciada, el Justicia devolvía al reo para que cumpliera su castigo. El juez u otra autoridad que se negaran a manifestar al preso incurrrían en contrafuero. De esta forma se evitaba que el reo fuera torturado.

### Principado de Cataluña
En el Principado de Cataluña la tortura no estaba prohibida pero la práctica judicial restringía su uso. En 1603 el gran jurista catalán Luis de Peguera publicó Practica criminalis obra en la que defendió la limitación en el uso de la tortura y en todo caso su interpretación del modo más beneficioso para el reo. Así decía que la tortura solo debía aplicarse cuando no había otros medios de prueba, y cuando sobre el reo había sólidos indicios de culpabilidad. Cuando el reo no confesaba o no ratificaba su confesión al día siguiente de ser torturado –hasta tres veces- debía ser absuelto, no pudiendo ser apresado de nuevo por el mismo delito aunque hubieran aparecido nuevas evidencias contra él. Además si el reo apelaba contra la tortura esta debía ser suspendida hasta que se resolviera la misma.

### Reino de Valencia
En los Furs de Jaime I de Aragón de 1240 hay un apartado De quaestionibus que se ocupa del tema. Un jurista valenciano sintetizó en 1580 su contenido:

De turments. Sia posat a turments aquell que sera accusat de crim, contral qual hi ha tals indicis y senyals, que mostraran presumpcions que causen sospita, per que sapia la veritat del crim del qual sera accusat, sin no sera persona honrada, a estimació de la Cort y prohomens. Y no sia turmentat menor de dihuit anys. Ni pot esse turmentat esclau contra son senyor, no lo libert contral patro, ni lo fill contral pare o mare; ni lo pare o mare contra son fill; ni lo germa contra son germa, si no sera per crim de Lesa Magestat, hertetgia o per falsador de moneda. Ni pot esser turmentat home libert per fets civils, si no era testimoni que fos vario, o respongues malament y duptos. Y lo Governador no turmente algun habitador de Valencia, sino fe proces y donada sentencia, sots pena de dos mil florins, al Rey applicadors, y la desgracia del Rey.
De los tormentos. Sea puesto en tormento aquel que sea acusado de crimen, contra el que hay tales indicios y señales, que mostrarán presunciones que causan sospecha, para que se sepa la verdad del crimen del que será acusado, sino fuera persona honrada, a estimación de la Corte y prohombres. Y no sea atormentado el menor de dieciocho años. Ni puede ser atormentado esclavo contra su señor, ni liberto contra el patrón, ni el hijo contra el padre o madre; ni el padre o la madre contra el hijo; ni el hermano contra su hermano, sino fuera por crimen de lesa majestad, herejía o por falsificador de moneda. Ni puede ser atormentado hombre libre por hechos civiles, si no variaba su testimonio, o respondiera mal o de forma dudosa. Y el Gobernador no atormente a ningún habitante de Valencia, si no lo procesa y emite sentencia, bajo pena de dos mil florines, aplicados al Rey, y la desgracia del Rey.

Las Cortes del Reino de Valencia aprobaron en 1564 un Fur en el que se estableció que un reo acusado de un delito no debía prestar juramento antes de ser interrogado para evitar los frecuentes perjurios que se producían en tales casos (debía ser interrogado lisament e sense precehir jurament). Si el acusado rehusaba contestar o respondía con evasivas no se le aplicaba la tortura que se le amonestaba y si a la tercera vez no respondía o seguía contestando con evasivas se le declararía culpable (era la llamada ficta confessio).
Mucha mayor trascendencia tuvo el Fur 175 aprobado por las Cortes valencianas en 1585 según el cual si un reo no confesaba al ser torturado debía ser declarado inocente. Según Francisco Tomás y Valiente este Fur "es de una capital importancia, ya que convirtió al sistema legal valenciano en uno de los más benignos de su tiempo" —hasta entonces, como en otros lugares, el reo que no confesaba (reo negativo) era condenado, aunque a una pena menor pero arbitraria—. La consecuencia fue que a partir de entonces el uso de la tortura se redujo en el Reino de Valencia. A ello también contribuyó, según el jurista valenciano Lorenzo Mateu y Sanz, partidario del uso de la tortura, que otro Fur, también de 1585, estableciera dos únicos métodos de tortura, según él poco dolorosos: el llamado lo guant del Emperador y el de corda y pedres -colgar al reo con los brazos atados a la espalda y una piedra sujeta a los pies-. Sin embargo, las Cortes de Valencia tuvieron que volver a insistir en 1624 en que estos eran los dos únicos métodos de tortura permitidos, lo que parece indicar que el Fur de 1585 no fue acatado sin más por los jueces.
No obstante los jueces valencianos aplicaban con frecuencia la tortura a los reos condenados a muerte para que confesaran otros delitos o para que delataran a sus cómplices. Como ya habían sido condenados no se les aplicaba el Fur 175 de 1585. Se denominaba tanquam cadaver, "aludiendo a que el condenado a muerte se puede considerar que ya es cadáver antes de ser torturado, en el sentido de que precisamente por existir ya contra él una sentencia condenatoria y definitiva, los efectos purgativos de la tortura sufrida en silencio no le aprovechan; no se trata ya de averiguar o comprobar su culpa, y por consiguiente la tortura sin confesión no purga los indicios o las pruebas incompletas, puesto que la culpabilidad de este reo ya está demostrada", afirma Tomás y Valiente, quien concluye: "Se trataba de una forma de tortura completamente extralegal, praeter legem".

### Corona de Castilla
Como ha señalado Francisco Tomás y Valiente, "el Derecho real castellano es el que más amplia, más dura y más arbitrariamente (en el sentido de mayor margen de decisión confiado al arbitrio del tribunal) admitió la tortura". Tomás y Valiente pone como ejemplo que en la Corona de Castilla cuando el reo torturado no confesaba ("reo negativo") no era puesto en libertad como ocurría en Cataluña y en el Reino de Valencia, sino que se le imponía una pena menor a la correspondiente al delito del que se le acusaba, y en algunos supuestos incluso la misma. "Con lo cual el efecto probatorio desencadenado por la tortura no era bilateral, sino desigual; se admite de plano si el reo confiesa su culpa (y luego ratifica la confesión), pero es casi inoperante, al menos en determinados casos, si el reo no confiesa", concluye Tomás y Valiente. La razón de la mayor dureza del derecho castellano respecto a la tortura estriba, según este historiador del derecho, en que en la Corona de Castilla se impuso el absolutismo real y no hubo una "constitución" que limitara los poderes del rey, como sí la hubo en cada uno de los estados de la Corona de Aragón, como resultado de la doctrina pactista en las relaciones entre rey y reino que en ellos prevaleció.
El jurista valenciano Luis Mateo y Sanz justificaba así el uso indiscriminado y arbitrario que se hacía de la tortura en la Sala de Alcaldes de Casa y Corte del Consejo de Castilla, del que él era miembro, en una fecha tan tardía como 1670:

Si amamos la vida tranquila, siempre habremos de considerar favorable a ella todo lo que proceda de los Príncipes y de sus Magistrados encaminado al recto gobierno de la República; y comoquiera que a la Corte afluyen hombres de todos los reinos de la Monarquía, como ríos a la mar, la mayor parte de los cuales suelen ser los desechos de su Patria, es necesario tomar precauciones con medidas especiales para que la Corte se vea limpia de aquellos malos hombres; lo cual no puede lograrse sino por el miedo a la pena y por el horror al rapidísimo castigo. […] Y así también la imposición de tortura con base en la instrucción sumaria [esto es, con base en indicios no definitivamente comprobados, y no comunicados al reo, que de este modo no sabía ni siquiera por qué se le atormentaba] en sólo tres o cuatro casos de delitos muy atroces, ha evitado durante diez años muchas atrocidades.

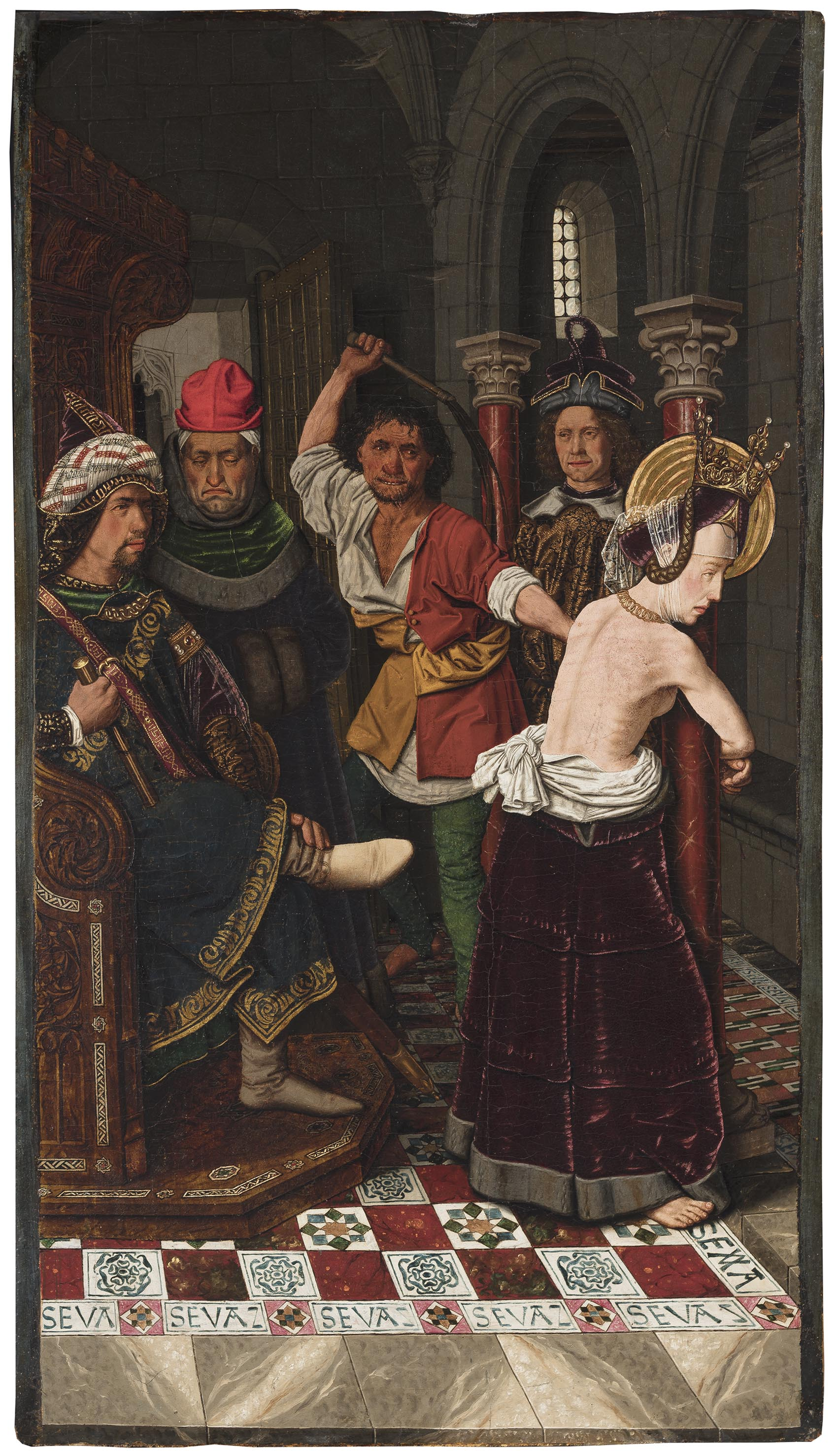
Flagelación de Santa Engracia de Bartolomé Bermejo. Los azotes era uno de los dos métodos de tortura establecidos en las Partidas, aunque se solía usar más como pena corporal.

En el reino de Castilla todo un título de las Partidas (el 30 de la Partida VII) está dedicado a la tortura. Por su parte los juristas castellanos abordaron extensamente el tema de la tortura pero se limitaron a reproducir las conclusiones de otros tratadistas europeos. La excepción la constituyen Jerónimo Castillo de Bovadilla, que publica Política hacia 1597, y, sobre todo, Antonio Quevedo y Hoyos, que en 1632 publicó De indicios y tormentos.
En la Corona de Castilla, según Tomás y Valiente, "el tormento era una prueba del proceso penal, subsidiaria y reiterable, destinada a provocar por medios violentos la confesión de culpabilidad de aquel contra quien hubiera ciertos indicios; o dirigida, a veces, a obtener la acusación del reo contra sus cómplices, o también a forzar las declaraciones de los testigos". En teoría era un medio de prueba subsidiario para indagar la verdad (ad eruendam veritatem) pero como la finalidad real de la tortura era obtener la confesión del reo —considerada la prueba perfecta de la culpabilidad después de la cual no había que proceder a ulteriores averiguaciones— se abusaba de ella. "Así, el hecho de que los jueces insistieran al reo en el acto del suplicio para que dijera la verdad cuando éste se declaraba inocente; para el juez la verdad no podía ser otra que la confesión. De ahí también la escasa atención que los autores [castellanos] dedican a estudiar los efectos jurídicos derivados del silencio del reo".
La tortura solo se aplicaba al reo sobre el que había indicios de culpabilidad —se necesitaba que al menos un testigo de buena fama que lo atestiguara— pero quedaba al arbitrio del juez la apreciación de que había presunciones o sospechas ciertas sobre el detenido para poder someterlo a tormento. También se aplicaba el tormento al reo condenado para que delatase a sus cómplices (tormento in caput aliena o tormento en cabeza ajena), a pesar de que la ley no lo permitía expresamente, y también a los testigos en el caso de que se contradijeran o pretendieran ocultar la verdad.
Los nobles y las personas constituidas en dignidad (doctores, consejeros del rey, regidores municipales…) no podían ser torturados, así como los menores de catorce años y las mujeres embarazadas. Aunque la Partida no lo contemplaba, en la práctica también se incluía entre los exentos a los ancianos, aunque eran los jueces los que determinaban en cada caso a partir de qué edad se consideraba a una persona vieja. Y también solían incluir a los jueces, los abogados y los militares. Sin embargo, las exenciones no tenían validez si el delito del que se acusaba al reo era el de lesa majestad. Los jueces en ocasiones no tenían en cuenta estas exenciones como lo demuestran las quejas expuestas varias veces por las Cortes de Castilla sobre los hidalgos y caballeros que habían sido torturados por delitos que no eran el de lesa majestad.
Según la ley, el reo podía apelar una sentencia del tormento, pero como observó un jurista hacia 1570, «suelen algunos jueces no pronunciar públicamente la sentencia del tormento para que el reo no pueda apellar [sic]… Y ansi, por evitar la apellatio y puesto ya el reo en el potro del tormento y comenzándole a atar y ligar con las cuerdas, suelen en aquel instante pronunciar la sentencia del tormento y prontamente darle el dicho tormento». Las Cortes de Castilla protestaron en 1598 en contra de esta práctica ilegal pero esta se mantuvo a pesar de ser combatida por las altas instancias judiciales.
La ejecución del tormento tenía que estar dirigida por el juez, sin que pudiera delegar en otra persona. Le acompañaba el verdugo y un escribano obligado a tomar nota de todo lo que se dijese o sucediera en el proceso, reproduciendo a menudo los lamentos e imprecaciones del torturado. En cuanto a las preguntas debían ser indirectas y no sugestivas, por no «darle carrera para decir mentira». La intensidad y duración del tormento quedaban a arbitrio del juez, no derivándose ninguna responsabilidad si el reo moría o sufría lesiones graves si lo aplicaba debidamente.
Si el reo confesaba en el tormento debía ratificar la confesión al día siguiente. Si no lo hacía podía ser vuelto a torturar hasta tres veces, tal como establecían las Partidas. Si no confesaba nunca ("reo negativo") el juez de todas formas podía condenarlo, aunque a una pena menor y diferente que la del delito, porque generalmente antes de aplicarle el tormento hacía constar que cualquiera que fuese el resultado del mismo «quedaban en su vigor y fuerça las probanças, indicios y presunciones que de los autos resultan».

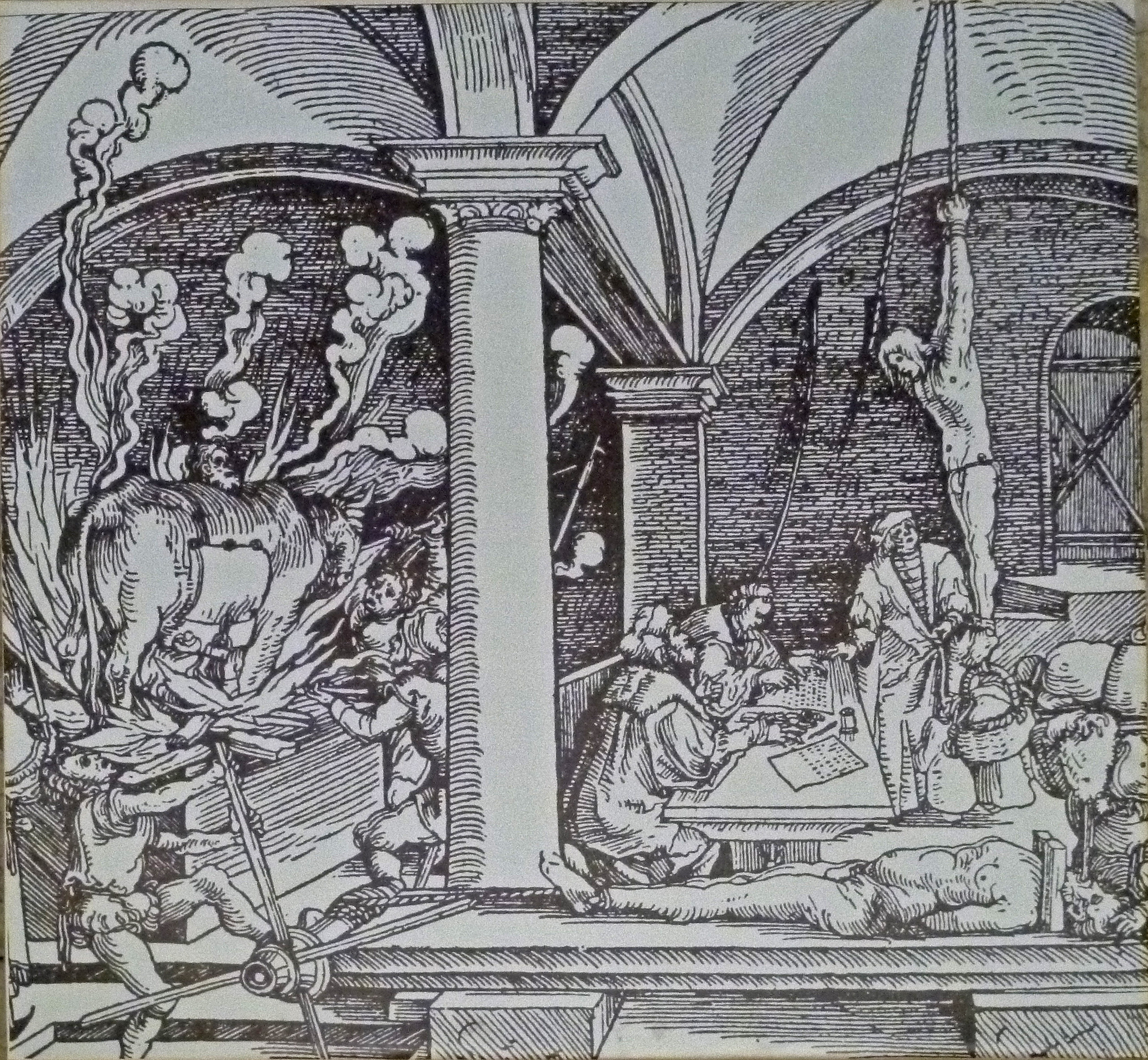
Grabado probablemente del siglo XVI que muestra diversos procedimientos de tortura en un castillo de la actual Eslovaquia. A la izquierda, el toro de Falaris; al fondo la garrucha (junto al torturado el tribunal y el escribano que anotan todo lo que dice) y en primer plano el potro cuyo torno está siendo accionado por el verdugo (el hombre tumbado en el potro está siendo torturado también mediante el tormento del agua).

Los métodos de tortura establecidos en las Partidas eran dos: el de azotes, que se aplicó más como pena corporal que como tortura, y el "tormento de la garrucha" —colgar al reo por los brazos y colocarle pesos en la espalda y en las piernas— que se reservaba para los delitos muy graves. Para el resto de delitos se utilizaba el tormento del fuego, que consistía en untar las plantas del pie del reo con grasa y acercarlas a la llama; el tormento del agua, echar agua por la nariz tapándole la boca, y el tormento de la toca, consistente en «meter al reo una toca por el gaznate… y con ella para que entre en el cuerpo, le echan algunos cuartillos de agua»; el tormento del ladrillo, que estribaba en colgar al reo con los brazos hacia atrás colocándole los pies sobre un ladrillo durante un día, pasado el cual «se le daba fuego en el dicho ladrillo algo encendido al dicho Fulano por las plantas de los pies»; el sueño italiano, en el que el reo era metido en un ataúd vertical cuyas paredes estaban revestidas con clavos puntiagudos, por lo que no podía moverse ni dormir, pues de lo contrario se le clavaban en la carne; el tormento de las tablillas, que consistía en colocar las puntas de los dedos de las manos y de los pies del reo en los estrechísimos agujeros de cuatro tablillas cuadradas, y a continuación se colocaban una cuñas en cada uno que eran golpeadas con un martillo lentamente aplastando así los dedos entre la cuña y las paredes de cada agujero, produciéndose «tan penetrativo dolor…, que raras veces los jueces acaban de apretar las cuñas porque algunos desmayan, y otros confiesan luego el delito». El procedimiento más utilizado era el de cordeles o garrotes, que se ponían sobre los brazos y los muslos del reo y se iban dando vueltas a las cuerdas a medida que el reo se negaba a contestar a las preguntas del juez; a veces se rociaban con agua durante el suplicio para hacer más profundas las heridas ya que las cuerdas eran de esparto y encogían.
Además de estos métodos de tortura probablemente se emplearon otros, como denunciaron las Cortes de Castilla de 1592-1598 que se lamentaban de que los jueces habían introducido «nuevos géneros de tormentos exquisitos y que por ser tan crueles y extraordinarios nunca jamás los imaginó la ley» y pedían al rey que se limitasen a cumplir la ley, «pues mucho más justo es que el juez, rindiendo su entendimiento a la ley yerre por ella, que no que procure acertar por su parecer, porque no puede haber buen gobierno en la república cuando la ley está sujeta a la voluntad del juez, sino cuando el juez ejecuta puntualmente lo que manda la ley».

### La Inquisición

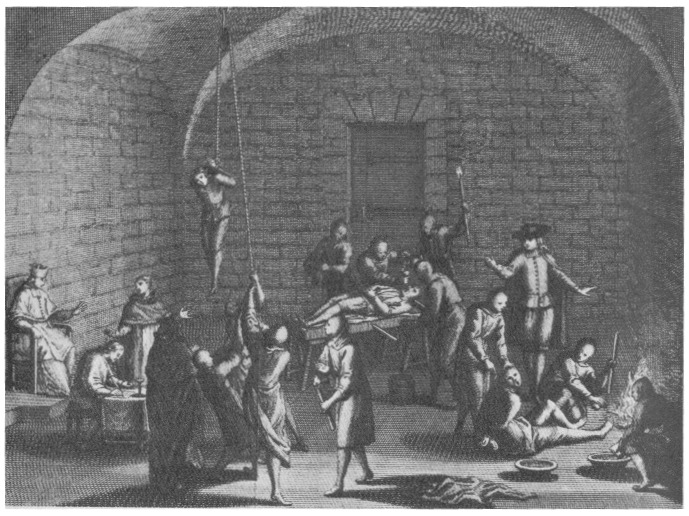
"Imagen ficticia de una cámara de tortura inquisitorial. Grabado del siglo XVIII de Bernard Picart" (Henry Kamen).

Según Joseph Pérez, "como todos los tribunales del Antiguo Régimen, la Inquisición torturaba a los prisioneros para hacerlos confesar, pero mucho menos que los otros, y no por un sentimiento humanitario, porque le repugnara utilizar estos métodos, sino simplemente porque le parecía un procedimiento erróneo y poco eficaz. Quaestiones sunt fallaces et inefficaces, escribía Eymerich en su Manual de inquisidores". Pérez cita este pasaje del libro del inquisidor medieval catalán:

El tormento no es un medio seguro de conocer la verdad. Hay hombres débiles que, al primer dolor, confiesan incluso los crímenes que no han cometido; en cambio hay otros, más fuertes y obstinados, que soportan los mayores tormentos.

Según la Instrucciones del inquisidor general Fernando de Valdés Salas los inquisidores tienen que asistir a la sesión de tortura, obligación de la que les habían eximido las Instrucciones de Torquemada. Junto a ellos estarán presentes únicamente, el escribano forense y el verdugo. Los nobles y el clero no están exentos como en la justicia ordinaria —"El privilegio que las leyes otorgan a las personas nobles de no poder ser procesadas en las otras causas no ha lugar en materia de herejía, se dice en el Manual de los inquisidores—, y como con el resto de acusados, la decisión de torturar la debía tomar el tribunal al completo, y después de que un médico haya diagnosticado que el reo soportará la prueba. Las instrucciones prohíben que en las sesiones de tortura se mutile al acusado o se derrame sangre.
Los procedimientos de tortura más empleados por la Inquisición fueron tres: la «garrucha», la «toca» y el «potro». El tormento de la garrucha consistía en colgar al reo del techo con una polea por medio de una cuerda atada a las muñecas y con pesos atados a los tobillos, ir izándolo lentamente y soltar de repente, con lo cual brazos y piernas sufrían violentos tirones y en ocasiones se dislocaban. La toca, también llamada «tortura del agua», consistía en atar al prisionero a una escalera inclinada con la cabeza más baja que los pies e introducir una toca o un paño en la boca a la víctima, y obligarla a ingerir agua vertida desde un jarro para que tuviera la impresión de que se ahogaba —en una misma sesión se podían administrar hasta ocho cántaros de agua—. En el potro el prisionero tenía las muñecas y los tobillos atados con cuerdas que se iban retorciendo progresivamente por medio de una palanca.
El escribano que estaba presente en la sesión de tortura recogía todos los detalles y "anotaba cada palabra y cada gesto, dándonos con ello una impresionante y macabra prueba de los sufrimientos de las víctimas de la Inquisición".

#### Dos ejemplos de la tortura usada por la Inquisición
En 1568 Elvira del Campo es acusada de judaizar y se le comunica que el tribunal ha decidido llevarla a la sala del tormento. Al oírlo la mujer cae de rodillas y suplica a los jueces que le expliquen qué querían que dijera ("el lector podrá apreciar la meticulosa anotación de incidencias, la precisión del escribano y la pavorosa frialdad del drama", comenta Carmelo Lisón Tolosana, autor que reproduce parte del acta inquisitorial).

Luego ensiendo en la dicha cámera de tormento estando enella los dichos señores Inquisidores... le fue dicho a la dicha elvira del campo que por amor de dios que diga la uerdad antes que se vea en trauajo... Luego fue mandada desnudar... estando desnudando dixo la dicha elvira...: Señores yo he hecho todo lo que me mandastes, e no me leuanto falso testimonio porque no quiero verme en tanto trauajo... 

Fuele dicho que por amor de Dios... que no se leuante falso testimonio sino que diga la uerdad... Donde no que se le començaran atar los brazos. No dixo ni respondió cosa ninguna. 

Luego dixo: Ya tengo dicha uerdad, qué tengo que dezir'?... 

Luego fue mandado atar los braqos con un cordel y que le sean apretados los braços. Luego le fueron atados y dado una buelta de cordel y fue amonestada que diga la uerdad. -Dixo: señores, no tengo qué dezir. 

Luego dixo: ay, ay, ay, Señor, Señor. Quanto dizen todo le he hecho. Ay Señor, ay Señor.... 

Fuele dicho que pues dize que a hecho lo que los testigos dizen que en particular declare qué es lo que a hecho. 

Dio voces diciendo: ay, ay, díganme qué quieren que yo no sé lo que me tengo que dezir. 

Fuele dicho que diga lo que a hecho e que por no lo dezir se le tormenta. Luego fue mandado apretar el cordel otra buelta. 

Dixo: aflóxenme, señores, e diganme qué es lo que tengo de dezir, yo no sé qué he hecho. Señor, piedad de mí. Luego le fue mandado dar otra vuelta. Luego dixo: aflóxenme un poco que me acuerde lo que tengo de dezir que yo no sé lo que he hecho... 

Luego fue mandado dar otra buelta al cordel. 

Dixo: yo diré la uerdad, aflóxenme. 

Luego dixó: no sé qué me tengo que dezir. Aflóxen-me por dios e lo diré. Díganme lo que tengo de dezir. Señor, yo lo hize, yo lo hize. Señor duélenme los braços. Aflóxenme, aflóxenme, que yo lo diré...
Fuele dicho que diga qué es lo que a hecho contra ntra. sancta Fe... Dixo: quítenme de aquí e díganme lo que tengo que dezir. Duélanse de mí. Ay braços, ay braços, lo qual dixo mil veces. 

Luego dixo: no tengo acuerdo, díganme lo que tengo que dezir. Ay cuytada de mi. Yo diré todo lo que quisieren. Déxenme, Señores, que me quiebran los braços. Aflóxenme un poquito. Señor, que yo hize todo lo que estos an afirmado... 

Fue mandado dar más bueltas de cordel e dándoselas decia: ay, ay, aflóxenme, que no sé qué tengo que dezir. Ay braços míos, que no sé qué me dezir, que si lo supiese lo diría... 

Fuele dicho que diga en particular lo que dizen los testigos. 

Ella dixo: O Señor, cómo lo tengo de dezir que no lo sé por cierto. Yo ya he dicho que todo lo que los testigos dizen que lo he hecho. Señores, déxenme, que no tengo acuerdo ya nada... señores, acuérdenmelo que yo no lo sé. Señores, duélanse de mí, déxenme, por el amor de dios..., que lo hize, quítenme de aquí, e acordaréme, que aquí no me acuerdo. 

Luego le fue dicho que si quiere dezir la uerdad, si no que le apretarán los cordeles. Dixo: vayan me lo acordando que yo no podría que no sé qué me diga, etc.

El segundo ejemplo data de 1636 y trata del tejedor Alonso de Alarcón acusado de blasfemia. Los inquisidores le aconsejan en la cámara de tormento que diga la verdad:

Dijo: Señor, todo es berdad. Todo lo que me an leydo ayer, que no sè lo que es ni lo quiero. 

Fuele dicho que diga la berdad. Y fue mandado salir el verdugo. Salió el verdugo. 

Y dijo: Señor, todo será berdad, todo es berdad. Por amor de Dios, que me quiten de aquí, que se me quiebra esta pierna. Ay, Señor. Doctor Rosales: que estoy sin culpa. Ay, Señor mío. Todo es berdad y no tengo culpa. Váyaseme leyendo que todo es berdad. 

Fuele dicho que diga específicamente qué es lo que es berdad. 

Dijó: Váyaseme leyendo, que yo diré la berdad... 

Fuele dicho que diga la berdad, que ya se le a leydo muchas veces, y si él lo a dicho se debe acordar dello. Que lo diga y descargue su conciencia. 

Dijo: Díganme lo que dije. Ay, Señor. Díganme, díganmelo ustedes. Señores, por amor de Dios.
Y esto repitió muchas veces: Ay, Dios mío, que me matan... 

Fuele dicho que..., asiente en la berdad de una vez. Donde no, se pasará adelante en el tormento...,
Dijo: Que todo es mentira quanto digo aquí. Ay, Señor. Que todo es mentira, todo es mentira quanto e dicho aquí, que lo ago por miedo, que me están matando aquí. Todo es mentira. Por la Santísima Trinidad y por el Santísimo Sacramento del Altar. Que todo quanto se a escrito aquí es mentira y embeleco. 

Fue mandado entrar el berdugo. Entró el berdugo. Y díchole que prosiga en el tormento... Fuele mandado apretar la primera buelta y le fue dicho que diga la berdad. 

Dijo; ¡Sí diré, Señores, sí diré que todo es berdad! ¡Poderosa Virgen, valedme! 

Y estándole apretando la primera buelta le fue dicho que diga la berdad. 

Dijo: ¡Todo es berdad! ¡Quite, quite que todo es berdad! ¡Ay, ay, ay! 

Y esto repitió muchas veces, etc.

### sigloXVIII: las críticas al uso de la tortura

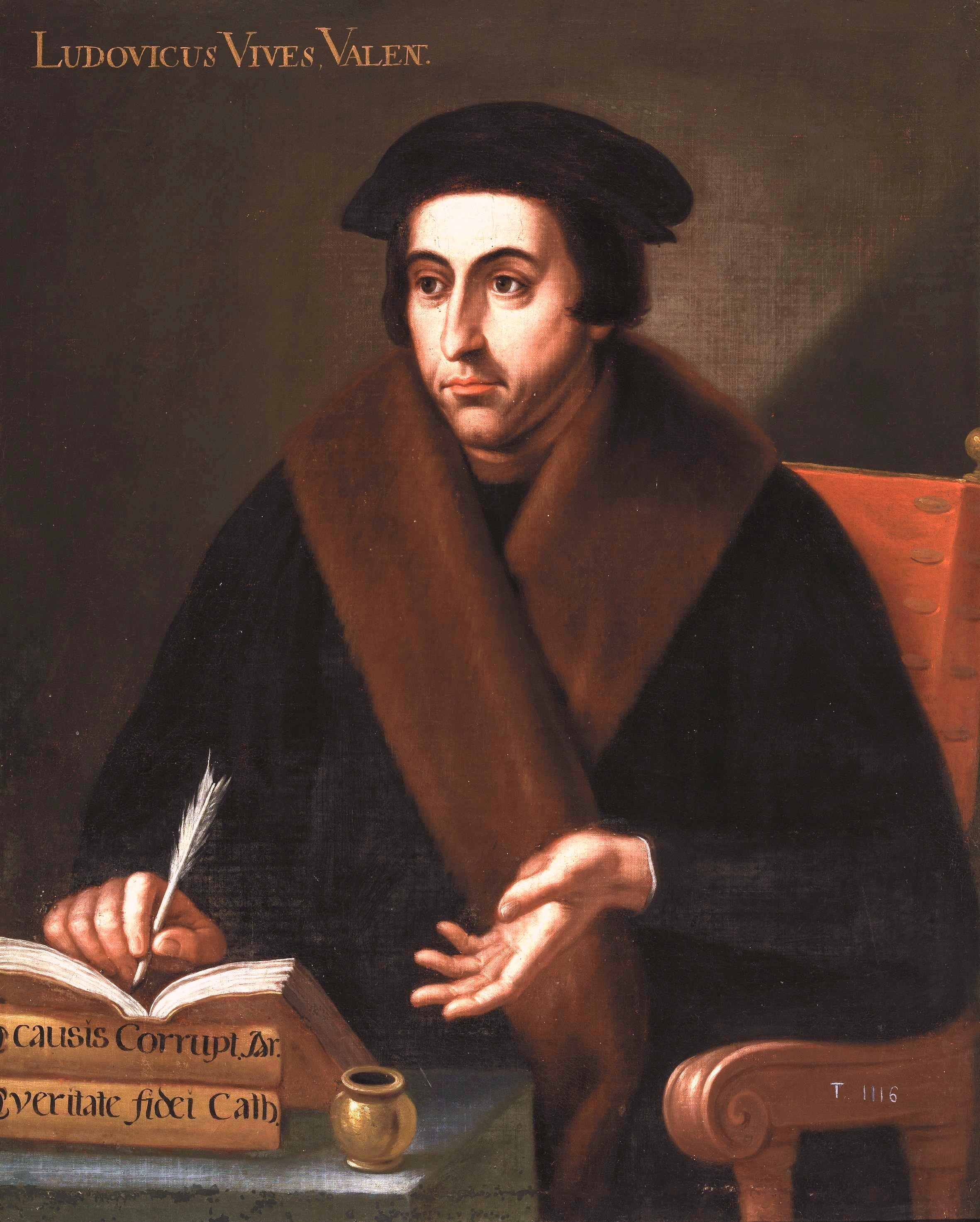
Retrato de Luis Vives, pionero en criticar la tortura

Las críticas al uso de la tortura se remontan a Quintiliano y a San Agustín y en los siglos XVI y XVII fueron formuladas por pensadores y escritores como Luis Vives, Montaigne, Jean de la Bruyère o Pierre Bayle, y también por algunos juristas, pero la mayoría de estos últimos, aunque admitían sus defectos, la consideraban un medio «eficacísimo» para «descubrir los delinquentes y saber lo cierto de sus delitos», como escribió el jurista castellano Quevedo y Hoyos en 1632. Este mismo jurista reconocía que «la averiguación y probanza» por medio del tormento era «frágil, peligrosa y falaz» ya que los delincuentes que eran capaces de resistirlo se libraban del castigo y los inocentes «tímidos de sus dolores» confesaban crímenes que no habían cometido y levantaban «falsos testimonios», «pero como la experiencia ha mostrado la utilidad y importancia de este remedio en averiguar y descubrir los maleficios, tiénese por menos inconveniente que suceda algunas veces atormentar y aun castigar al inocente, que no el que cese, pues con perjuicio de pocos por él se evitan tantos daños con tanto provecho de la república, como vemos cada día».
Sin embargo, hasta que en la segunda mitad del siglo XVIII se cuestionó todo el sistema procesal-legal del que la tortura era una pieza esencial, las críticas contra esta no surtieron ningún efecto —fue el caso de Benito Feijoo que criticó el tormento aduciendo su falibilidad ya que su resultado dependía de la flaqueza o valor del reo, y cuyas palabras no obtuvieron ningún eco—. Ahí radica la importancia de la obra De los delitos y las penas publicada en 1764 (traducida al castellano por primera vez diez años después) en la que su autor Cesare Beccaria propone la reforma del sistema penal y procesal, lo que conlleva la abolición de la tortura.

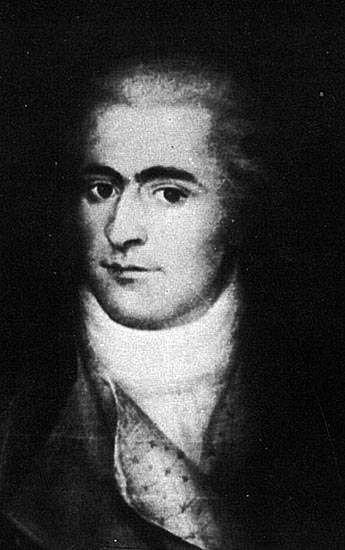
Juan Pablo Forner, jurista ilustrado que defendió la abolición de la tortura en España.

El razonamiento de Beccaria comienza por considerar el tormento como una pena, en cuanto que es un padecimiento físico, por lo que como las penas solo se aplican a los condenados, no es lícito imponerla a una persona que aún no ha sido declarada culpable. A continuación afirma que la tortura no deja al reo en libertad para declarar ya que, salvo unos pocos que sean capaces de aguantar el dolor, la mayoría se declarará culpable para que acabe el suplicio. Asimismo es antinatural obligar a una persona a convertirse en acusador de sí mismo y además en la tortura se coloca al inocente en peor situación que al culpable, ya que el primero habrá sufrido una pena indebida (el tormento), mientras el segundo, si consigue resistir el dolor puede librarse de la pena.
La influencia de la obra de Beccaria entre los juristas españoles ilustrados fue enorme, especialmente en la práctica judicial, pero estos no consiguieron vencer la resistencia de los que seguían defendiendo la validez de la tortura. En este sentido fue significativa la polémica que mantuvieron el jurista Alfonso María de Acevedo que publicó en 1770 Ensayo acerca de la tortura o cuestión del tormento y el canónigo sevillano Pedro de Castro que le respondió con su Defensa de la tortura, obra publicada en 1778 y que contó con la aprobación del Colegio de Abogados de Madrid. En apoyo de la tesis de Acevedo favorable a la abolición de la tortura se manifestaron los reputados juristas ilustrados Juan Pablo Forner, Juan Meléndez Valdés y Gaspar Melchor de Jovellanos, y especialmente Manuel de Lardizábal y Uribe y Juan Sempere y Guarinos. Lardizábal en su refutación de la obra del canónigo Castro reprodujo los argumentos de Beccaria y afirmó que la tortura «se usa hoy muy pocas veces en los Tribunales; y no estamos ya, gracias a Dios, en tiempo de que se aprecie tan poco la vida del hombre que aunque muera del tormento o se le destroce un brazo u otro miembro del cuerpo no se haga aprecio de ello». Y añadió:

Debemos esperar que el piadoso y benéfico Carlos III, convencido por las reflexiones y experiencia de sus Magistrados, a imitación del Monarca francés, abolirá también en su Monarquía el tormento y querrá señalar su dichoso reynado con este nuevo acto de humanidad.

Parece, pues, que en las últimas décadas del siglo XVIII la práctica de la tortura había decaído notablemente, «síntoma del cambio de mentalidad operado», afirma Tomás y Valiente, pero no había sido abolida por lo que los jueces podían seguir aplicándola.

### La abolición de la tortura judicial
La tortura fue abolida en España por la Constitución de Bayona de 1808 de la Monarquía de Jose I Bonaparte. Su artículo 133, que reprodujo casi textualmente el artículo 82 de la Constitución francesa del año VIII, decía:

El tormento queda abolido; todo rigor o apremio que se emplee en el acto de la prisión o en la detención y ejecución y no esté expresamente autorizado por la ley, es un delito

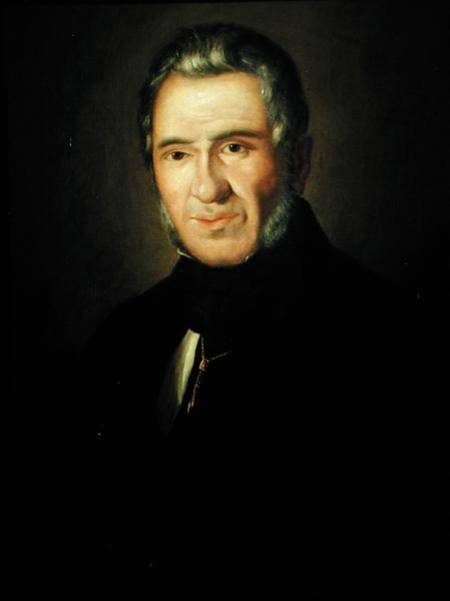
Retrato de Agustín Argüelles, diputado de las Cortes de Cádiz que presentó en abril de 1811 la proposición de ley de abolición de la tortura

Así quedó abolida la tortura en la España napoleónica mientras que en la España patriota se produjo tres años más tarde por obra de las Cortes de Cádiz. La proposición de ley la presentó el liberal Agustín Argüelles el 2 de abril de 1811. En ella se proponía la abolición de la tortura «y todas las leyes que hablan de esta manera de prueba tan bárbara y cruel». Se discutió primero si se debían mencionar los «apremios», una forma de tortura indirecta para arrancar al reo la confesión que consistía en encerrarlo en un calabozo cargado de grilletes (los grillos, el apremio más común) donde era sometido a otras coacciones físicas, como el apremio de llave o prensa, «consistente en oprimir intensamente con un aparato los dedos pulgares, hasta hacerlos sangrar» o como el cepo y el brete que consistía en colocar un cepo de madera o de hierro en los pies del preso. Después se reunió la Comisión de Justicia que el 21 de abril presentó el proyecto de decreto, que abolía la tortura y también los apremios. Durante la discusión el barón de Antella propuso que como desagravio a los jueces «se hiciera mención en esta ley de que a pesar de la que regía en contrario, de veinte años a esta parte no se había usado en España la tortura».
El decreto fue aprobado por unanimidad el 22 de abril de 1811:

Las Cortes generales y extraordinarias, con absoluta conformidad y unanimidad de todos los votos, declaran por abolido para siempre el tormento en todos los dominios de la Monarquía española, y la práctica de afligir y molestar a los reos, por los que ilegal y abusivamente llamaban apremios; prohíben los que se conocían con el nombre de esposas, perrillos, calabozos extraordinarios y otros, cualesquiera que fuese su denominación y uso, sin que ningún juez, tribunal ni juzgado, por privilegiado que sea , pueda mandar ni imponer la tortura, ni usar de los insinuados apremios bajo responsabilidad y la pena por el mismo hecho de mandarlo de ser destituidos los jueces de su empleo y dignidad, cuyo crimen podrá perseguirse por acción popular, derogando desde luego cualesquiera ordenanzas, leyes, órdenes y disposiciones que se hayan dado y publicado en contrario.

La Constitución de 1812 también recogió la abolición, de forma mucho más escueta. El artículo 303 decía:

No se usará nunca del tormento ni de los apremios

Cuando en mayo de 1814 Fernando VII recuperó su poder absoluto derogó la Constitución de 1812 y todos los decretos de las Cortes, pero el 25 de julio de 1814 confirmó la abolición de la tortura mediante una Real Cédula en la que ordenaba a los jueces que no utilizaran ni los tormentos ni los apremios. Como ha destacado algunos historiadores, «la radicalidad abolicionista de los constitucionalistas de 1812 fue sorprendente asumida por Fernando VII».
Como los apremios se siguieron utilizando en situaciones extraordinarias en las cárceles —varios diputados denunciaron que los alcaides hacían un uso «escandaloso e inhumano» de este tipo de castigos, con el pretexto «de ser responsables de su seguridad»—, durante el Trienio Liberal (1820-1823) se decretó de nuevo su prohibición, añadiendo: «Que se quiten y queden sin uso los calabozos subterráneos y mal sanos que existen en las cárceles, cuarteles y fortalezas, haciendo que todas las prisiones estén situadas de modo que tengan luz natural; que no se pongan grillos á los presos, y en el caso de que sea necesaria alguna seguridad, sea solo grillete precediendo mandato del juez respectivo». También se ordenaba la destrucción de los potros y otros instrumentos de tortura.
La Ley de Enjuiciamiento Criminal de 1882 se ocupó de establecer medidas para impedir que se utilizase ninguna clase de tortura o de medios coactivos contra el imputado o los testigos por parte del juez o de otros funcionarios..

## La tortura extrajudicial: siglos XIX, XX y XXI
El optimismo de los liberales que abolieron la tortura de que, como escribió Joaquín Francisco Pacheco en 1836, «esos crueles y bárbaros sistemas quedan ya tan sólo como monumento para la Historia, como estudio para la Filosofía, y como ejemplo y lección para los legisladores» no se cumplió. Como señaló Francisco Tomás y Valiente en 1974, «es innegable que la tortura es una realidad de nuestro tiempo» «ya no como institución legalmente regulada, ni tampoco como medio de prueba ante los Tribunales, sino más bien como recurso utilizado en la persecución y averiguación de delitos de tipo político». Así pues, abolida la tortura, «el problema se plantea en el terreno de la realidad extralegal», «fuera también del ámbito judicial, y más bien en otros ámbitos o campos más cercanos al poder ejecutivo».
Como ha señalado César Lorenzo Rubio, «el empleo de la tortura por parte de las autoridades del Estado fue una constante inalterada a lo largo de la historia contemporánea de España, aunque con fluctuaciones en cuanto a su tipología y características».

### El Estado liberal (1833-1936)
El Estado liberal no estableció normas estrictas y eficaces para impedir que las fuerzas policiales o el personal de las prisiones pudieran recurrir a la tortura extrajudicial ―o a los apremios―. Así, la Ley de Prisiones de 1849 (que estuvo vigente durante mucho tiempo) permitió que por razones de seguridad los alcaides tomaran medidas extraordinarias con los presos y sólo el artículo 30 abrió la puerta al control de las cárceles por parte de los jueces, al regular las visitas de estos a los reos. Algo similar sucedía con el Código Penal de 1848, reformado en 1850, que solo castigaba con la suspensión de su cargo, en un tiempo que no se precisaba, y con multas al «empleado público que desempeñando un acto de servicio cometiere cualquier vejación injusta contra las personas, o usare de apremios ilegítimos o innecesarios para el desempeño del servicio respectivo».
Durante todo el periodo se sucedieron los debates en las Cortes sobre la situación de los detenidos y de los presos. En 1839 se habló ampliamente de la precaria situación de las cárceles y del recurso que hacían los alcaides a los abolidos apremios. El diputado progresista Salustiano Olózaga se hizo eco de las quejas de los presos de que «se ponen grillos al que no da dinero, y se los quitan en pagando». Treinta años después, durante el Sexenio Democrático, un diputado preguntaba al gobierno sobre la situación de los 300 presos políticos (monárquicos y republicanos federales) trasladados al Arsenal de La Carraca donde dormían «sobre el suelo desnudos» y comiendo «poco y mal». Los malos tratos a los presos volvían a aparecer en 1888, durante la regencia de María Cristina de Habsburgo, en la circular que envió la Fiscalía del Tribunal Supremo a las Audiencias en la que se pedía a los fiscales que castigaran a «los autores de malos tratamientos de que suelen ser víctimas los presos, sobre todo si son reos de penas leves» ya que «nadie tiene el derecho de convertir la prisión en tortura», aunque se admitía que los «reos de gravedad» podían ser tratados con rigor.
Durante el siglo XIX la voz tortura no se empleaba para referirse a la tortura gubernativa o extrajudicial ―seguía reservada a la tortura judicial de épocas anteriores o se usaba solo cuando se hablaba de otros países―. En su lugar ―en las denuncias que provenían principalmente de presos o detenidos por motivos políticos― se solían emplear expresiones como «malos tratos» y «tormentos» y en ocasiones «martirios» o «suplicios» e incluso «palizas» o «agresiones». La palabra tortura, en referencia a la tortura gubernativa, cobró carta de naturaleza política a partir de la última década del siglo XIX, con los sucesos de Jerez de 1892 y, sobre todo, con los procesos de Montjuic de 1896-1897, y pasó al primer plano de la vida pública a raíz de los sucesos de Cullera de 1911, que algunos periódicos calificaron como un «nuevo Montjuich». «La tortura se había convertido en un inevitable motivo de escándalo que enfrentaba a partidos políticos y periódicos de distinto signo. […] El Gobierno tuvo que emplearse a fondo para salvar la imagen del orden público y la justicia, el sistema de control y castigo que regía en la España de la Restauración».
En las primeras décadas del siglo XX los periódicos, especialmente los diarios obreros y los republicanos, informaron sobre denuncias de «malos tratos» y de «torturas» en comisarías, cuarteles y cuartelillos de la Guardia Civil ―el caso más sonado fue posiblemente el del «crimen de Cuenca»―, y, en mucha menor medida, de los abusos en las cárceles, en los que se incluían los de los ‘’cabos de vara’’ que seguían actuando a pesar de que legalmente habían sido sustituidos desde 1885 por «celadores». Durante la Dictadura de Primo de Rivera las noticias sobre torturas o malos tratos que afectaban al Ejército y a las fuerzas policiales casi desaparecieron por completo ya que el «tratamiento inadecuado» de estas informaciones podía acarrear severas multas y hasta el cierre del periódico.

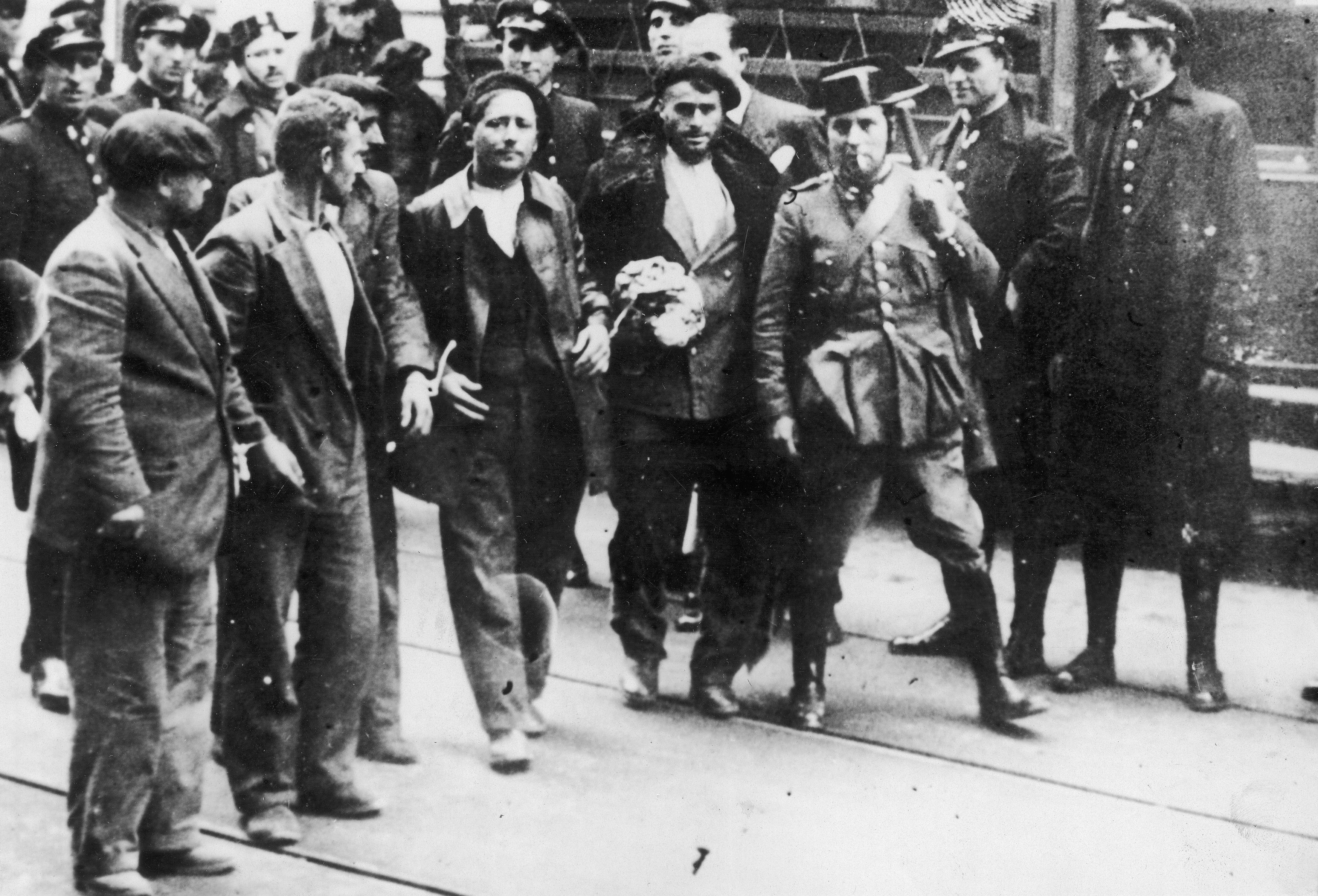
Trabajadores detenidos durante la Revolución de Asturias de 1934, cuya represión dio lugar al episodio de torturas más importante de la Segunda República. Junto al guardia civil aparecen agentes de la Guardia de Asalto creada por la República.

Con el advenimiento de la Segunda República Española las denuncias por torturas y malos tratos volvieron a aparecer en los periódicos ―se informó, por ejemplo, de las huelgas de hambre y de los motines que se produjeron en algunas cárceles en protesta por los malos tratos―. Los gobiernos de la República, especialmente los presididos por Manuel Azaña, dejaron patente su voluntad de acabar con los malos tratos y la tortura humanizando los sistemas de control y castigo ―en esta labor, en el ámbito de las prisiones, destacó Victoria Kent―. Esta cuestión se abordó durante el debate de la Constitución Española de 1931 en el que algunos diputados aportaron su propio testimonio ―uno de ellos denunció que «en España se pega en las comisarías, en los cuartelillos de la Guardia Civil y en las cárceles»―, lamentando que estas prácticas no hubieran desaparecido como ya había ocurrido en «todos los países civilizados». Por esta razón, entre otras, se creó un nuevo cuerpo de policía ―la Guardia de Asalto―, pero esta nunca llegó a regenerar las prácticas habituales de interrogatorio y custodia de detenidos ―también fueron objeto de denuncias por torturas y malos tratos―, y además sufrió el desprestigio que provocó su actuación en los sucesos de Casas Viejas y otros conflictos. La relativa ineficacia de la Guardia de Asalto se debió fundamentalmente a la falta de preparación de sus jefes y a que compartían la misma mentalidad contrainsurgente que los otros cuerpos policiales. Esa mentalidad «presuponía el uso de métodos expeditivos a la hora de forzar la obtención de información de activistas, colaboradores o simples sospechosos de promover la protesta social, la agitación callejera y la violencia política». Los gobiernos de la República intentaron corregirla, con amenazas de fuertes sanciones a los agentes y a sus mandos, pero no tuvieron mucho éxito.
El episodio más importante de torturas y de malos tratos de la Segunda República se produjo durante la represión de la fracasada Revolución de Asturias de octubre de 1934 y que fue ordenada por el gobierno radical-cedista presidido por Alejandro Lerroux. Según Jiménez de Asúa, que comparó las torturas de la represión de la revolución asturiana con los procesos de Montjuic, estas habían de «cargarse a los representantes gubernativos, por instigación o por complicidad y encubrimiento». Uno de los más significados en las torturas a los prisioneros en Asturias, el capitán de la Guardia Civil Brabo Montero, fue el jefe del aparato policial que se encargó de la represión tras la ocupación de Barcelona por las tropas franquistas al final de guerra civil, y en la posguerra volvió a Asturias «donde nuevamente se distinguió por sus excesos en la lucha contra la guerrilla y los opositores políticos».

### La Guerra Civil (1936-1939)
Con el golpe de Estado en España de julio de 1936 y la guerra civil que le siguió el sistema liberal de control y castigo desarrollado desde la década de 1830 colapsó lo que permitió que durante los tres años del conflicto la tortura gubernativa viviera «su etapa de eclosión histórica», en palabras de los historiadores Oliver Olmo y Gargallo Vaamonde. La tortura, utilizada para obtener información y confesiones o como forma de coacción o de castigo vengativo, formó parte de la intensa violencia política que se vivió en las retaguardias de los dos bandos y que causó decenas de miles de víctimas «en un contexto de deshumanización del adversario».
Por otro lado, los dos bandos usaron la acusación de torturas como arma de propaganda para denigrar y desacreditar al enemigo y para asegurarse así la lealtad de la población de la zona propia y ganarse las simpatías de la comunidad internacional. El bando rebelde solía recurrir a testimonios ―reales o inventados― de evadidos de la zona leal que recogía ―y generalmente magnificaba― la prensa, controlada por el aparato de propaganda. En cuanto al bando leal era frecuente que se presumiera de haber acabado con la tortura ―una práctica del viejo orden derribado con la revolución― como la pancarta que se colocó en la vieja cárcel barcelonesa de la calle Amalia después de ser clausurada por las milicias anarquistas. «Esta casa de torturas fue cerrada por el pueblo en julio de 1936», decía.
Zona leal
El golpe de Estado de julio de 1936 y la revolución social que lo siguió en la zona que quedó en poder de la República provocaron el colapso del Estado y de sus aparatos coercitivos ―el ejército fue disuelto y los cuerpos policiales sufrieron una profunda mutación―. Ocuparon su lugar multitud de «micropoderes» ejercidos por comités y milicias obreras y también por restos de algunas unidades policiales y de organismos oficiales. Estos «micropoderes» ejercieron las funciones propias de los aparatos policiales y judiciales del Estado y protagonizaron la intensa violencia política que se desató especialmente en los primeros meses de la guerra contra los «derechistas» y «facciosos» de la retaguardia republicana ―un colectivo especialmente perseguido fueron los religiosos―. Los detenidos por estos organismos parapoliciales y parajudiciales fueron frecuentemente objeto de malos tratos y de torturas, aunque «todas parecen ser más fruto de la improvisación que de un uso recurrente y premeditado». Los centros de detención que usaron se denominaron generalmente «checas», aunque recientemente se ha advertido de que debería evitarse el uso de este término ya que poco tenían que ver con la checa originaria bolchevique. En las prisiones los encarcelados por motivos políticos ―los «derechistas»― fueron objeto de malos tratos, de vejaciones y de trabajos forzados, especialmente cuando los encargados de su custodia eran milicianos y no funcionarios.
En el contexto del proceso de reconstrucción del Estado republicano que tuvo lugar a lo largo de la guerra, los gobiernos intentaron controlar la actividad parapolicial y parajudicial de los «micropoderes» surgidos de la revolución. Para ello crearon nuevos organismos en los que encuadrarlos como el DEDIDE (Departamento Especial de Información del Estado), las Milicias de Vigilancia de Retaguardia y posteriormente el SIM (Servicio de Información Militar). Este nuevo aparato policial y de información también recurrió a los malos tratos y a las torturas, como la Brigada Especial de la Dirección General de Seguridad que operó en Madrid en los primeros meses de 1937 y que al parecer contó con el asesoramiento de agentes soviéticos, y en especial el SIM que actuó con relativa impunidad como una verdadera policía política a partir de su creación en agosto de 1937. Fueron especialmente siniestros los preventorios del SIM de las calles Vallmajor y Zaragoza de Barcelona que estaban dotados de «celdas psicotécnicas» en las que se sometía a los detenidos a diversos métodos de tortura basados en principios «científicos», como las «celdas-armario», en las que los reos permanecían sentados en una postura incómoda bajo la luz de un foco y soportando el sonido de un timbre, las «celdas alucinantes» o «la campana» que creaba sensación de asfixia. Los intentos de los gobiernos republicanos de acabar con estas prácticas tuvieron escaso éxito.
Zona sublevada
En la zona sublevada la tortura tuvo «un uso endémico y firmemente enraizado en la práctica policial ―especialmente en la policía política― y, por extensión, en el funcionamiento de la maquinaria de enjuiciamiento criminal». Se ha llegado a afirmar que en la zona rebelde se practicó la tortura judicial, ya que en ocasiones se recurría a ella durante el proceso de instrucción y por indicación del juez militar. Las torturas más frecuentes fueron los golpes a los detenidos en distintas partes del cuerpo y el empleo de diversas formas de humillación. También se recurrió a colocar astillas bajo las uñas o a arrancarlas o el uso de electrodos en las partes más sensibles del cuerpo como los genitales ―este último tipo de tortura fue introducido al parecer por los agentes de la Gestapo que asesoraron a la policía franquista―. Las mujeres por su parte sufrieron formas específicas de tortura, que incluían la mutilación del clítoris o la violación, y de humillación, como la rapaduras de pelo. Las torturas y los malos tratos se fueron extendiendo conforme el bando rebelde fue ocupando territorios de la zona leal y se realizaban no solo en comisarías, en cuarteles y en cuartelillos de la Guardia Civil ―estos últimos especialmente en las zonas rurales― sino en los locales de Falange. Los verdugos eran los miembros de los distintos organismos policiales y parapoliciales bajo la autoridad suprema del Ejército, entre los que se encontraba el Servicio de Información y Policía Militar (SIPM), y también falangistas. Todo ello fue posible porque desde el golpe de Estado en la zona rebelde «se suspendieron las garantías procesales y se impuso un régimen arbitrario de detenciones».
Las torturas y los malos tratos también se produjeron en las prisiones, en los centros de retención provisionales y en los campos de concentración donde los internos ―muchos de ellos sin haber sido acusados formalmente de ningún delito― soportaron unas condiciones de vida deplorables marcadas por «la carestía, la enfermedad, el hacinamiento y la corrupción». No era infrecuente que los que propinaban las palizas a los presos fueran falangistas o familiares de víctimas a los que se dejaba entrar en el establecimiento. Las mujeres por su parte eran objeto de humillaciones y de agresiones sexuales ―en algunas prisiones eran sacadas del recinto por falangistas para violarlas―.  Los internos eran objeto de brutales castigos propinados por los funcionarios, muchos de ellos excombatientes, excautivos o familiares de víctimas de la represión en la retaguardia republicana, o por los cabos de vara que reaparecieron en el mundo penitenciario y que también actuaron en los campos de concentración. Los prisioneros de los campos de concentración calificados como «desafectos» también fueron obligados a realizar trabajos forzados en batallones formados al efecto.

### La dictadura franquista (1939-1975)
En la Dictadura franquista la tortura gubernativa ocupó «un lugar central dentro de los procedimientos policiales y carcelarios», respondiendo al entramado penal que creó que fue «a la vez vengativo y redentorista, militarista y con claras pulsiones totalitarias». Como ha destacado César Lorenzo Rubio, durante la dictadura franquista la práctica de la tortura no solo continuó como había ocurrido en otros periodos de la historia contemporánea de España, «sino que se llevó a extremos nunca conocidos en cuanto a extensión e intensidad». «La tortura a manos de funcionarios del Estado fue una realidad incontestable, sistemática», aunque su extensión y tipología fue cambiando a lo largo del tiempo, «pero nunca desapareció del todo». Francisco Moreno Gómez ha llegado a afirmar que el franquismo creó un «estado general de tortura». Una valoración compartida por César Lorenzo Rubio: «La práctica de la tortura y los malos tratos no fue la excepción, sino la norma. No fue obra de unos pocos agentes del orden, sino de los diferentes cuerpos policiales, militares, de vigilancia penitenciaria… Sus autores no actuaron a su libre albedrío, sino dentro de un sistema que les daba amparo y cobertura. La Brigada Político Social, epítome de la represión política, contó con la colaboración de médicos forenses, secretarios, jueces y fiscales; quienes, a su vez, aplicaron leyes y normativas dictadas por unos gobiernos conscientes y responsables del uso que se les dio».

### Democracia
En los Informes de Naciones Unidas sobre la tortura en España se concluyó que el sistema legal permitía la ocurrencia de tortura o malos tratos, en particular en el caso de personas detenidas en régimen de incomunicación por actividades terroristas. Según un informe del Proyecto de investigación de la tortura en el País Vasco (1960-2013), encargado por el Gobierno del País Vasco, las denuncias de torturas y malos tratos en el País Vasco ascienden a 1188 en la década de los 80, 777 en los 90, 495 en los 2000 y 56 entre 2000 y 2013.
En enero de 2021 el Tribunal Europeo de Derechos Humanos volvió a condenar a España por no investigar una denuncia por malos tratos. Era la undécima vez que lo hacía desde el año 1992. Según la sentencia España debía indemnizar con 20.000 euros al exmiembro de Ekin Iñigo González Etayo, por no haber investigado los supuestos malos tratos que denunció en 2011, después de ser detenido por la Guardia Civil e interrogado dentro del periodo de incomunicación de cinco días. González Etayo denunció que había sido obligado a hacer flexiones con una bolsa de plástico en la cabeza, con la que no podía respirar, y que «si no contaba lo que ellos querían, eso se repetiría», y que, en su traslado a Madrid, recibió golpes y que «le amenazaron agitando un bolígrafo cerca de sus testículos y le bajaron los pantalones». El Tribunal de Estrasburgo indicó en la sentencia que las autoridades españolas «deben establecer un código de conducta claro para que los encargados de la vigilancia de los detenidos en régimen de incomunicación garanticen su seguridad física».
A principios de 2021 el documental Mikel non dago? (”Mikel, ¿dónde está?”) volvió a abrir el caso de Mikel Zabalza al reproducir una conversación en la que el capitán de la Guardia Civil Pedro Gómez Nieto confiesa al coronel Juan Alberto Perote, del Cesid, que Mikel Zabalza falleció como consecuencia de la tortura en el cuartel de Intxaurrondo. «Un juicio rápido es que se les ha ido de la mano, que se les ha quedado en el interrogatorio. Posiblemente fue una parada cardíaca como consecuencia de la bolsa en la cabeza», dice Gómez Nieto. Los audios fueron encontrados por los directores del documental, Miguel Ángel Llamas y Amaia Merino, y los emitió el diario digital Público. El Parlamento de Navarra y los ayuntamientos de Pamplona y San Sebastián —Zabalza era navarro, pero trabajaba en la compañía municipal de transportes donostiarra— reclamaron unánimemente una nueva investigación del caso al aparecer esas nuevas pruebas. También entró a debate en las Cortes a través de varios partidos vascos, como el PNV.